# Wir-Kolonia
Wir-Kolonia (prononciation : [ˈvir kɔˈlɔɲa]) est un village polonais de la gmina de Potworów dans le powiat de Przysucha de la voïvodie de Mazovie dans le centre-est de la Pologne.
Il se situe à environ 15 kilomètres au nord-est de Przysucha (siège du powiat) et à 86 kilomètres au sud de Varsovie (capitale de la Pologne).
Le village compte approximativement une population de 140 habitants en 2006.

## Histoire
De 1975 à 1998, le village appartenait administrativement à la voïvodie de Radom.